# Taberna de King (Natchez)
La taberna de King (King's Tavern, en inglés) es una casa histórica del siglo XVIII de época de la Florida Occidental británica situado en Natchez, Mississippi, EE. UU.
Está incluido en el Registro Nacional de Lugares Históricos desde 1971 y es una propiedad que contribuye dentro del Distrito Histórico Natchez On-Top-of-the-Hill. 

## Historia
Fue edificada en 1769 en el distrito histórico de Natchez-top-of-the-Hill en época de la Florida Occidental británica, en las inmediaciones del fuerte Panmure (Rosalie fort, en francés).
En 1781, tras la derrota británica en sus colonias de Florida durante la guerra de Independencia de los Estados Unidos a manos de Bernardo de Gálvez, el territorio pasó a soberanía española dentro del territorio de la Florida española. En 1789 fue adquirida por el comerciante Richard King, procedente del estado de Nueva York (EE. UU.) y la casa pasó a emplearse como posta y venta. 
Tras el Tratado de San Lorenzo (1795) el territorio de Natchez pasó a soberanía de los EE. UU. como capital del territorio de Misisipi. El negocio prosperó gracias al comercio fluvial legal y al contrabando, del que es testimonio la presencia en Natchez de los hermanos Harpe, notorios delincuentes norteamericanos de finales del siglo XVIII. Sin embargo, la introducción del barco a vapor y la novedosa posibilidad de remontar el río supuso el declive de Natchez y la taberna de King fue cerrada en 1817. 
La casa se mantuvo propiedad de la familia Postalwaith hasta 1923.
A principios del siglo xx se considero una casa embrujada. En 1973 se realizaron importantes alteraciones para usarse como restaurante en la ruta turística del camino de Natchez (Natchez trail, en inglés).

## Descripción
Se trata del edificio más antiguo de Natchez. El edificio se construyó en ladrillos de adobe, así como con maderas obtenidas en Nueva Orleans (Luisiana española), procedentes del desguace de los barcos, o de la adquisición de las tablas de las improvisadas barcazas que recorrían el río. 